# Isidoro de Quíos
Isidoro de Quíos (†251) fue un mártir del cristianismo cuya celebración se conmemora el 15 de mayo, aunque en otras tradiciones era el 14 de mayo. La veneración de San Isidoro de Quíos en la península ibérica tuvo uno de sus principales centros de difusión en el monasterio de San Isidro de Dueñas en Dueñas (Palencia, España).
Nació en Alejandría, Egipto y era marino de la flota imperial en los años del emperador Decio. Un día al estar anclada la flota en la isla de Quíos, el santo fue denunciado por ser cristiano ante el almirante Numerio, y éste sin perder tiempo llamó a Isidoro y le preguntó, y al oírlo de él mismo que era cristiano lo envió a prisión. 
Al enterarse el padre viajó inmediatamente a Quíos, muy apenado porque su hijo abandonó la idolatría, pero al llegar a la isla lo pudo ver en la cárcel, donde se abrazaron con mucho amor y también tristeza por el momento que estaban atravesando. Pero Isidoro le comenta que debía estar contento porque vio la luz que da Jesucristo. 
Entonces el padre le pide firmemente que vuelva a la idolatría, pero el santo sigue inamovible en su fe. Muy enojado el padre lo maldice y le pide a Numerio que lo mate. Y de hecho, luego de varias torturas Isidoro fue decapitado. Falleció en el año 251.